# 科尔诺
科尔诺（法語：Cornod，法語發音：[kɔʁno]）是法国汝拉省的一个市镇，属于隆斯勒索涅区。

## 地理
科尔诺（46°18'48"N, 5°32'56"E）面积13.99 平方千米，位于法国勃艮第-弗朗什-孔泰大區汝拉省，该省份为法国东部内陆省份，北起上索恩省，西北接科多尔省，西临索恩-卢瓦尔省，南至安省，东与杜省和瑞士接壤。
与科尔诺接壤的市镇（或旧市镇、城区）包括：瓦卢斯河畔圣伊姆蒂耶尔、图瓦雷特-夸西亚、沃布勒-瓦尔凡。

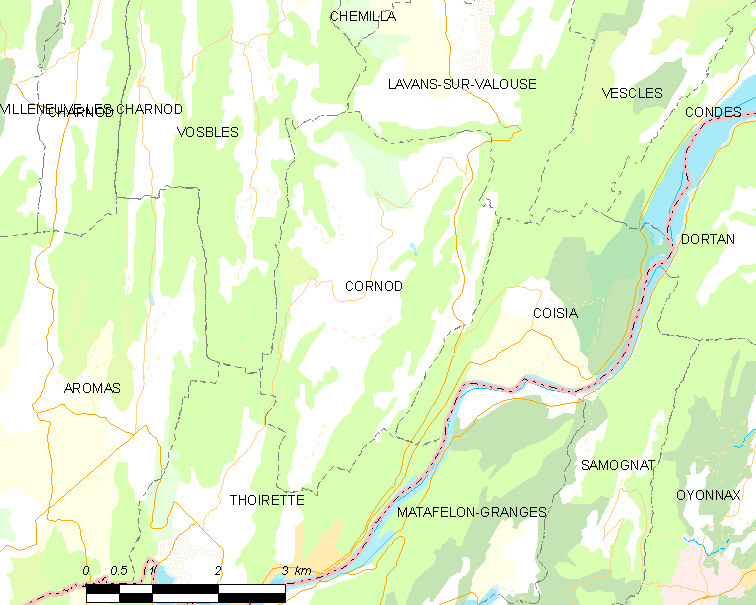
科尔诺的OSM定位图

科尔诺的时区为UTC+01:00、UTC+02:00（夏令时）。

## 行政
科尔诺的邮政编码为39240，INSEE市镇编码为39166。

## 政治
科尔诺所属的省级选区为穆瓦朗昂蒙塔涅县。

## 人口

1962-2008年间科尔诺人口变化图示

科尔诺于2022年1月1日时的人口数量为215人。